# Korona (optička pojava)
Korona ili vijenac oko Sunca ili Mjeseca je optička pojava koja nastaje kad se Sunce ili Mjesec nalazi iza tankih oblaka, i tad se često mogu vidjeti okruženi prilično jasno obojenim krugovima. Ta pojava nastaje ogibom zraka svjetlosti na česticama oblaka (kapljicama vode ili kristalićima), a češće se primjećuje oko Mjeseca nego oko Sunca zbog veće jakosti (intenziteta) Sunčeve svjetlosti. 
Unutrašnji je dio vijenca, takozvana aureola oko Mjeseca, žućkastobijele boje u obliku svijetlog kruga, koji je na vanjskoj strani slabo narančaste boje. Oko vijenca slijede obojeni prstenovi, obično 2 do 4. Veličina vanjskog crvenog ruba oka aureole mogu doseći i 5° i veoma su različiti.
Prstenovi su međusobno odvojeni tamnim pojasevima. Svojstveno je da je crvena boja na vanjskoj strani svih prstenova, ljubičasta na unutrašnjoj strani, no boje nisu čisto spektralne, a jakost (intenzitet) je boja u vanjskim prstenovima slabiji od unutrašnjih. 
Pojava vijenca tumači se ogibom zrake svjetlosti koja prolazi kroz uske otvore ili pukotine. Otvore stvaraju vodene kapljice, a pukotine ledene iglice. Od svake kapljice šire se kuglasti valovi na sve strane, a oni ulaze i u prostor sjene, među sobom interferiraju, pa u određenim smjerovima jačaju, a u drugim smjerovima slabe. Posljedica je tog ogiba svjetlosti da oko središta otvora nastaju svjetlosni prstenovi, kojima veličina ne zavisi samo od valne duljine svjetlosti, već i od veličine kapljica, odnosno kristalića. 
Iz teorije ogiba svjetlosti poznat je odnos za jakost svjetlosti:
{\displaystyle I=\pi ^{2}\cdot r^{4}\cdot [1-{\frac {1}{2}}\cdot {\frac {m^{2}}{1}}+{\frac {1}{3}}\cdot {\frac {m^{4}}{(1\cdot 2)^{2}}}-...]}
gdje je:  
{\displaystyle m={\frac {\pi \cdot r}{\lambda }}\cdot \sin \theta }
a r - polumjer kapljica vode. Vrijednost {\displaystyle {\frac {m}{\pi }}} iznosi redom za prvi, drugi, treći i četvrti vijenac: 0,000, 0,819, 1,346 i 1,856. Kut otklona zrake svjetlosti Θ ovisi o valnoj duljini svjetlosti i o polumjeru otvora: crveno svjetlo se više otklanja nego li ljubičasto, a manji otvor daje veći otklon, odnosno promjer prstenova prema odnosu {\displaystyle \sin \theta =m\cdot {\frac {\lambda }{r}}}. Stoga se po vijencu može suditi i o polumjeru čestica u oblaku: manje čestice daju veće prstenove. Iglice koje dovode do pojave vijenca (korone) imaju uglavnom polumjer od 0,5 do 1,25 μm.

## Slike
|                                                         |                                         |                                                                              |                   |
| Korona ili vijenac oko Sunca odmah nakon izlaska Sunca. | Sunčeva korona iznad mosta Golden Gate. | Mjesečeva korona uzrokovana oblacima altokumulus (lat. Altocumulus floccus). | Mjesečeva korona. |